# Јокосука Д4Ј
Yokosuka D4Y Suisei (彗星 Suisei, "Комета", савезнички кодни назив "Judy") је обрушавајући бомбардер са два седишта, који је развио Јокосука Морнарички Ваздухопловни Технички Арсенал и који је користила јапанска царска морнарица од 1942. до 1945. током Другог светског рата . Развој авиона је почео 1938. године. Први D4Y1 био је комплетиран у новембру 1940. године и извршио је први лет у Јокосуки следећег месеца. 
Док је авион првобитно био замишљен као обрушавајући бомбардер, модел D4Y коришћен је и у другим улогама, укључујући извиђање, као ноћни ловац и за специјалне нападе (камиказе). Имао је ватрено крштење као извиђачки авион када су два предпроизводна модела D4Y1-C укрцана на носач авиона како би учествовали у бици код Мидвеја 1942. Тек крајем марта 1943. прихваћен је за употребу као обрушавајући бомбардер.  
Као и многим тадашњим јапанским летелицама, D4Y је недостајао оклоп и самозаптивајући резервоари за гориво, а тек у коначној варијанти, D4Y4, авион је добио заштитно стакло и оклопну заштиту за посаду и резервоаре горива.  Ипак, D4Y био је један од најбржих обрушавајућих бомбардера у рату, посебно D4Y4 .  Само кашњења у развоју ометала су његову употребу, док је његов претходник, спорији Aichi D3A, остао у служби много дуже него што је планирано. Познато је да је D4Y коришћен у једном од последњих камиказе напада 1945. године, сатима након предаје Јапана, са вицеадмиралом Матомеом Угакијем у задњој кабини. 

## Оперативна историја
Услед недостатка оклопа и самозаптивајућих резервоара за гориво, D4Y се нису добро снашли против савезничких ловаца. Међутим, нанели су знатну штету бродовима, укључујући и носач авиона УСС Френклин којег је замало потопио један D4Y, и лаки носач авиона УСС Принстон којег је потопио D4Y. 

### Маријанска острва
Током битке за Маријанска острва, ловци америчке морнарице оборили су  D4Y у великом броју. D4Y је био бржи од Граман Ф4Ф вајлдкета, али не и од новог Граман Ф6Ф хелкета који је у борбу ступио у септембру 1943. Јапанска летелица била је прикладна за 1943. годину, али брзи напредак у опреми Американаца 1944. године (међу њима и увођење великог броја носача авиона класе Есекс) за Јапанце је био ненадокнадив. Други недостатак Јапанаца били су њихови неискусни пилоти. 

### Лејте и Филипини
D4Y је пребачен на копнене операције где су се борили против америчке флоте, постигавши неке успехе. Један D4Y бомбардовао је и потопио Принстон 24. октобра 1944. године. D4Y су погодили и друге носаче, како конвенционалним нападима, тако и акцијама камиказе . У ваздушним борбама на Филипинима, Јапанци су први пут користили камиказе и постигли погодак. 25. новембра 1944, америчке бродове УСС Есекс, Хенкок, Интерпид и Кабот погодили су камиказе, готово искључиво А6М Зеро ловци и D4Y.  

### У одбрани домовине
Америчка војска се у марту 1945. приближила јужном Јапану како би погодила војне циљеве као подршку инвазији на Окинаву. Јапанци су одговорили масовним нападима камиказа, кодног назива Кикусуи, у којима су коришћени многи D4Y. Јапанци су произвели наменску камиказе верзију летелице, D4Y4, са неодвојивом бомбом од 800 кг. На неке камиказе Јапанци су почели да инсталирају ракетне потиснике како би повећали брзину у близини циља. Како је D4Y4 у ваздуху био готово идентичан D4Y3, било је тешко разликовати их. 

### Ноћни ловац
D4Y је био бржи од А6М Зеро и неки су били преправљени у ноћне ловце D4Y2-S за борбу против Боинг Б-29 Суперфортрес бомбардера. Сваком D4Y2-S су уклоњени системи и опрема за бомбардовање и заменио их је 20 мм топ постављен у задњу кабину. Неки примерци су такође носили две или четири ракете ваздух-ваздух испод крила; недостатак радара за ноћно пресретање, неадекватна брзина пењања и висок плафон Б-29 ограничили су ефикасност D4Y2-S као ноћног ловца. Мало се зна о њиховим операцијама. 

## Преживели авиони
Рестаурирани модел D4Y1 (серијски број 4316 ) налази се у ратном музеју Јушукан у Токију. 
Један примерак D4Y1, без мотора, обновљен је на аеродрому Бабо у Индонезији 1991. године. Послат је у нелетачком статусу у Музеј ваздухоплова „Плејнс оф Фејм“ у месту Чино у Калифорнији . 